# 1101. komunikacijska brigada (ZDA)
1101. komunikacijska brigada (angleško 1101st Signal Brigade) je bila komunikacijska brigada Kopenske vojske Združenih držav Amerike.